# Torre del Conde (Alicante)
La torre del Conde o torre Conde es una de las Torres de vigilancia costera que se reparten por la Huerta de Alicante, en la ciudad de Alicante (España). Está ubicada en las inmediaciones de la entidad de Santa Faz, en el camino de la Huerta, entre los caminos de la playa de San Juan y el camino de Benimagrell.
Fue construida en el siglo XVI para proteger la Huerta de Alicante de las incursiones de los piratas berberiscos, y forma parte del grupo de torres que fueron protegidas en 1997 con la declaración de Bien de Interés Cultural. Es un inmueble de propiedad privada, siendo su dueña en 1999 Rafaela Gómez Bardina, que lo mantuvo en total abandono. Además de la torre, se conservan las ruinas de la vivienda y bodega que fueron edificadas anexas a la fortificación, tan típico en la huerta alicantina. En la actualidad se encuentra restaurada, pero de nuevo abandonada.
Se trata de una construcción de planta rectangular, y dispone de una altura superior a los 7,5 metros, dividida en tres niveles y un semisótano. Su fábrica es de mampostería con refuerzo de sillares en las esquinas. Se accede al interior a través de un arco de medio punto, y los niveles son practicables mediante una escalera de caracol.